# 重生者的魔法一定要特別
《重生者的魔法一定要特別》是Usonan（유소난）創作的韓國網絡小說，其後獲改編為漫畫。2023年3月25日，在AnimeJapan 2023上宣佈獲改編電視動畫，於2023年10月至12月播出。第1季播畢後，宣布第2季製作決定

## 登場人物
戴基爾·阿曼德（데지르 아르망，聲：寺島拓篤）
本作的主角，年輕的魔法師。可以使用「反計算」魔法，分析並分解對手的魔法。世界因暗影迷宮的戰爭而瀕臨毀滅，他穿越時空回到13年前的世界，進入赫布里溫學院作為一個新的開始，在那裡他召集了他的朋友們，試圖阻止毀滅再次發生。
羅曼蒂卡·埃魯（로맨티카 에루，聲：鈴代紗弓）
屬性是風的魔法師。原本是戴基爾的同伴，但在他回來之前就死於一場戰爭。
普蘭·舒納澤（프람 슈나이저，聲：藤原夏海）
看起來像小動物一樣的劍士。自幼磨練劍術，雖然是平民，但劍術卻堪比貴族。
阿潔絲特·皇克拉恩（아제스트 킹스크라운，聲：瀨戶麻沙美）
貴族。屬性是冰。歸來之前，他在「暗影迷宮」中與戴基爾戰鬥到底，成為世界毀滅的導火線。高級魔法師，劍術超越騎士。

## 電視動畫

### 主題曲
第1季
片頭曲
演唱：FLOW，作詞：淺川浩志，作曲：淺川武，編曲：FLOW
片尾曲
演唱、作詞、作曲：

### 各話列表
| 第1話  | 破滅     | 川口太詩          | 川口太詩 | 關藤寬生 橋口翔太郎 阪口詩織 高橋宏郁                                                              | 田仲太朗 阪口詩織          | 2023年 10月7日 |
| 第2話  | 考試     | 川口太詩          | 川口太詩 | 關藤寬生 橋口翔太郎 阪口詩織 高橋宏郁                                                              | 田仲太朗 阪口詩織          | 10月14日       |
| 第3話  | 伙伴     | 橋口翔太郎        | 川口太詩 | 松本勝次 森悦史 飯飼一幸 林隆祥 宮 高橋宏郁 秋山優香 川口太詩                                      | 田仲太朗 阪口詩織 川口太詩 | 10月21日       |
| 第4話  | 組隊     | 樋口香里          | 黑瀨大輔 | 前田義弘 飯飼一幸 菊池一真 堤將太 高橋宏郁 秋山優香                                                | 田仲太朗 阪口詩織          | 10月28日       |
| 第5話  | 細劍     | 宮崎              | 北川正人 | 櫻井拓郎 法村勝太 簾畑由實 森悦史 飯飼一幸 松本勝次 福江光惠 松本純子 秋山優香 高橋宏郁 稻垣茉莉子 | 田仲太朗 阪口詩織          | 11月4日        |
| 第6話  | 決賽     | 須永司            | 川口太詩 | 阪口詩織 法村勝太 稻垣茉莉子 石川樹 秋山優香 關藤寛生 KO SEO YOUN KIM JEONG-RIM AR CREATIVE        | 阪口詩織                   | 11月11日       |
| 第7話  | 魔獸     | 宮崎              | 川口太詩 | 阪口詩織 關藤寬生 高橋宏郁 橋口翔太郎                                                              | 田仲太朗 阪口詩織          | 11月18日       |
| 第8話  | 激戰     | 須永司            | 黑瀨大輔 | 高橋宏郁 關藤寬生 秋山優香 石川樹 法村勝太 Ko Seoyoung Kim Jungrim Hwang youseon Park Sanho        | 田仲太朗 阪口詩織          | 11月25日       |
| 第9話  | 勝負分曉 | 川口太詩 阪口詩織 | 川口太詩 | 高橋宏郁 阪口詩織 田仲太朗                                                                         | 田仲太朗 阪口詩織          | 12月2日        |
| 第10話 | 休憩     | 宮崎              | 北川正人 | 稻垣茉莉子 橋口翔太郎 高橋宏郁 關藤寬生                                                            | 田仲太朗 阪口詩織          | 12月9日        |
| 第11話 | 襲擊     | 宮崎              | 川口太詩 | 高橋宏郁 阪口詩織 田仲太朗 關藤寛生 能地清 飯飼一幸 川口太詩                                       | 田仲太朗 阪口詩織 川口太詩 | 12月16日       |
| 第12話 | 反魔法師 | 川口太詩 阪口詩織 | 川口太詩 | 田仲太朗 阪口詩織 關藤寛生 高橋宏郁 橋口翔太郎                                                     | 田仲太朗 阪口詩織          | 12月23日       |

### 藍光&DVD
| 卷數  | 發賣日期      | 收錄話數       | 規格編號      | 規格編號      |
| 卷數  | 發賣日期      | 收錄話數       | 藍光版        | DVD版         |
| 第1季 | 第1季         | 第1季          | 第1季         | 第1季         |
| ----- | ------------- | -------------- | ------------- | ------------- |
| 1     | 2024年1月10日 | 第1話、第2話   | ANZX-16201/2  | ANZB-16201/2  |
| 2     | 2024年2月7日  | 第3話、第4話   | ANZX-16203/4  | ANZB-16203/4  |
| 3     | 2024年3月6日  | 第5話、第6話   | ANZX-16205/6  | ANZB-16205/6  |
| 4     | 2024年4月3日  | 第7話、第8話   | ANZX-16207/8  | ANZB-16207/8  |
| 5     | 2024年5月1日  | 第9話、第10話  | ANZX-16209/10 | ANZB-16209/10 |
| 6     | 2024年6月5日  | 第11話、第12話 | ANZX-16211/2  | ANZB-16211/2  |

## 外部連結
- 小說官方網站
- 漫畫官方網站
- 電視動畫官方網站（日語）